# Leptogorgia peruana
Leptogorgia peruana är en korallart som beskrevs av Addison Emery Verrill 1868. Leptogorgia peruana ingår i släktet Leptogorgia och familjen Gorgoniidae. Inga underarter finns listade i Catalogue of Life.